# Анастасій (Меткін)
Архієпископ Анаста́сій (в миру Олександр Михайлович Меткін; нар. 27 серпня 1944, Столбова, Кімрський район, Калінінська область) — єпископ Російської православної церкви, архієпископ Казанський та Татарстанський, ректор Казанської духовної семінарії, член Міжсоборної присутності Російської Православної Церкви.

## Біографія
Народився 27 серпня 1944 року у релігійній селянській родині. У 8 років вперше потрапив у Троїце-Сергієву Лавру, де, за його словами, «рос. церковная красота во всей её полноте» вразила його.
Після закінчення середньої школи намагався вступити в Московську духовну семінарію, проте він був фактично примусово зарахований в будівельне училище.
Служив іподияконом в Успенському храмі села Щолкова.
1963 року закінчив будівельне училище і до 1966 року працював на машинобудівному заводі в місті Кімри.
1967 року був псаломщиком в храмах Казанської єпархії.
6 травня 1968 року архієпископом Казанським та Марійським Михайлом висвячений на диякона, а 7 лютого 1972 року — у пресвітера.
5 вересня 1976 року єпископом Казанським та Марійським Пантелеімоном пострижений в чернецтво з нареченням імені Анастасій на честь преподобномученика Анастасія, диякона Києво-Печерського, і зведений в сан ігумена.
У тому ж році призначений настоятелем Нікольського кафедрального собору в місті Казані та секретарем Казанського єпархіального управління.
В 1975 році заочно закінчив Московську духовну семінарію, а 1983 року — Московську духовну академію зі ступенем кандидата богослов'я.
До дня святої Пасхи 1985 року зведений в сан архімандрита.
30 листопада 1988 року постановою Священного Синоду визначено бути єпископом Казанським та Марійським після того як єпископ Пантелеймон пішов на спочин.
10 грудня того ж року в Богоявленському патріаршому соборі відбулося наречення, яке очолив митрополит Ростовський та Новочеркаський Володимир (Сабодан). Йому співслужили: єпископи Володимирський та Суздальський Валентин (Міщук), Орловський та Брянський Паїсій (Самчук), Калінінський та Кашинський Віктор (Олійник), а 11 грудня в тому ж соборі за Божественною літургією — архієрейська хіротонія.
В 1988 році був членом Помісного собору Російської Православної Церкви.
1990 року взяв участь в Помісному соборі, котрий обрав Патріарха Алексія II.
З 11 червня 1993 року у зв'язку з виділенням з Казанської єпархії території нової Йошкар-Олинський та Марійській єпархії став іменуватися «Казанський та Татарстанський».
25 лютого 1996 року зведений в сан архієпископа.
17 липня 1997 року призначений ректором Казанського духовного училища. 17 липня 1998 року у зв'язку з перетворенням Казанського духовного училища в семінарію призначений ректором останньої.
З 27 липня 2009 року член Міжсоборної присутності Руської Православної Церкви.
Рішенням Священного синоду від 16 березня 2012 року затверджений на посаді настоятеля (священноархімандрита) Богородицького чоловічого монастиря м. Казані та Раїфського Богородицького чоловічого монастиря Республіки Татарстан Зеленодольського району сел. Раифа.